# Dočasný chrup

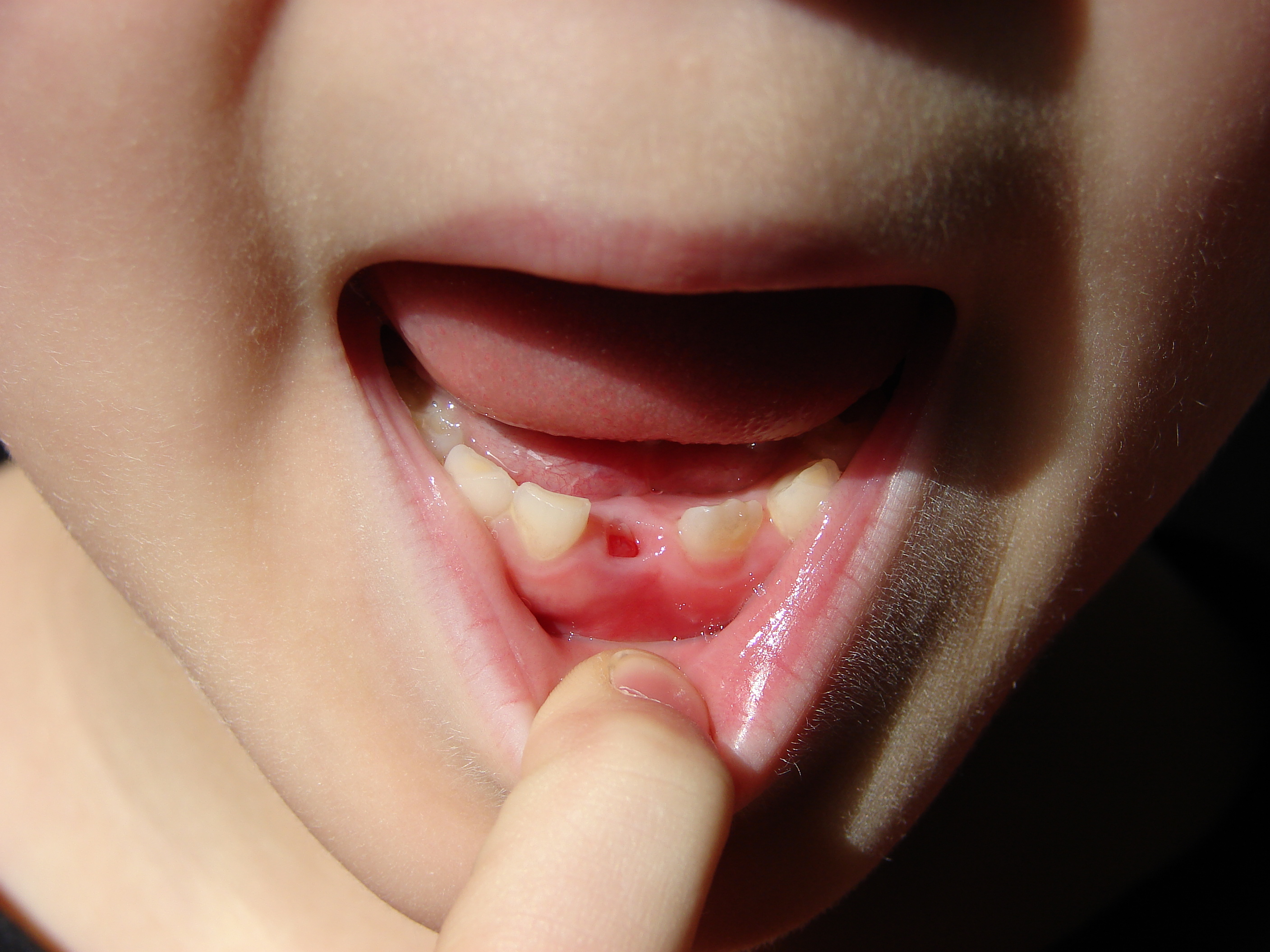
Spodní zuby sedmiletého dítěte. Na levé straně obrázku jsou dva dočasné zuby, uprostřed díra po vypadlém dočasném zubu a vpravo vedle ní plně prořezaný stálý zub.

Dočasný chrup, také označovaný jako mléčné zuby, dětské zuby, nebo obecně první zuby, je první sadou zubů v růstovém vývoji člověka a dalších difyodontních savců. Vyvíjí se během embryonálního stadia vývoje a prořezává se – tedy začíná být vidět v ústech – během kojeneckého věku. Většinou postupně vypadá a je nahrazen stálým chrupem, ale pokud stálý chrup chybí, může dočasný chrup zůstat funkční po mnoho let.

## Fáze dočasného chrupu

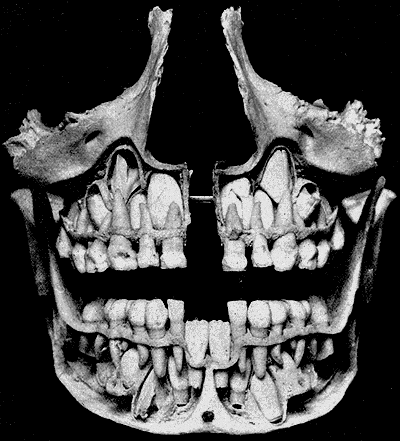
V tomto řezu lebkou dítěte jsou vidět stálé zuby ještě před jejich prořezáním, umístěné v prostoru nad a pod zuby dočasnými. Oba dočasné dolní střední řezáky již vypadly.

Dočasné zuby se začínají formovat během embryonální fáze těhotenství. Vývoj dočasných zubů začíná v šestém týdnu vývoje zubní ploténkou. Tento proces začíná ve střední čáře a rozšiřuje se do zadní oblasti. Když embryo dosáhne věku osmi týdnů, nachází se již na horním a dolním oblouku po deseti pupenech, ze kterých se později stanou dočasné zuby. Tyto zuby pokračují v růstu, dokud se neprořežou v ústech. V dočasném chrupu se nachází celkem dvacet zubů: pět na kvadrant a deset na jeden zubní oblouk. Prořezávání neboli erupce těchto zubů začíná ve věku šesti měsíců a pokračuje během období dočasného chrupu až do věku 25-36 měsíců. Jako první se obvykle v ústech objeví dolní střední řezáky a jako poslední horní druhé stoličky.
Dočasný chrup se skládá ze středního řezáku, postranního řezáku, špičáku, první stoličky a druhé stoličky, po jednom v každém kvadrantu, takže každý tento zub se nachází v ústech celkem čtyřikrát. Všechny dočasné zuby jsou postupně nahrazeny svými protějšky ze stálého chrupu, s výjimkou první a druhé stoličky, které jsou nahrazeny třenovými zuby. V tzv. univerzálním systému označování zubů, používaném v USA, se dočasné zuby označují velkými písmeny A až T. Výměna dočasných zubů začíná kolem šestého roku věku, kdy se v ústech začínají objevovat stálé zuby a nastává období smíšeného chrupu. Prořezávající se stálé zuby vyvolávají resorpci kořenů, při které stálé zuby tlačí na kořeny dočasných zubů, ty jsou rozpouštěny odontoklasty (a okolní alveolární kost osteoklasty), a nakonec vstřebávány tvořícími se stálými zuby. Proces vypadávání dočasných zubů a jejich nahrazení stálými zuby se nazývá exfoliace a může trvat od šesti do třinácti let věku. Ve dvanácti letech už má dítě obvykle pouze stálé zuby.
Věk prořezávání dočasných zubů:
- Střední řezáky: 6–12 měsíců
- Postranní řezáky: 9–16 měsíců
- První stoličky: 13–19 měsíců
- Špičáky: 16–23 měsíců
- Druhé stoličky: 22–33 měsíců

## Funkce
Dočasné zuby jsou odborníky i výzkumnými pracovníky v oboru stomatologie považovány za nezbytné pro vývoj ústní dutiny. Dočasné zuby se vyvíjejí ze stejných zubních zárodků jako zuby stálé a vytvářejí dráhy pro prořezávání stálých zubů. Také čelistní svaly a čelistní kosti potřebují pro své formování dočasné zuby, aby dokázaly udržet správné rozestupy pro stálé zuby. Kořeny dočasných zubů vytvářejí otvory pro prořezání stálých zubů. Dočasné zuby jsou také nutné pro správný vývoj řeči a žvýkání potravy.

## Kulturní tradice
V téměř všech evropských jazycích se dočasným zubům říká „mléčné zuby“. Ve Spojených státech je běžný termín „dětské zuby“. V některých asijských zemích se jim také říká „padavé zuby“, protože dětem nakonec vypadnou.
Různé kultury mají různé zvyky vztahující se ke ztrátě dočasných zubů. V germánsky mluvících zemích je oblíbenou fiktivní postavou zoubková víla, která odměňuje děti za to, že jim vypadne mléčný zoubek. Děti obvykle schovávají zoubek pod polštář, když jdou v noci spát. Když usnou, má si pro zoubek přijít víla a vyměnit ho za penízek nebo malý dárek. Na některých místech v Austrálii, Švédsku a Norsku dávají děti zoubek do sklenice s vodou. Zmínka je již v islandské sbírce Edda. Podobná tradice, která přežila dodnes na Islandu, byla i ve středověké Skandinávii – tzv. tannfé ('zoubkové peníze'), což je dárek pro dítě za to, že si vytrhne první zub.
Jiné tradice se týkají myší nebo jiných hlodavců kvůli jejich ostrým, neustále dorůstající zubům. V pohádce Domýšlivá myška se objevuje postava Ratoncito neboli Ratón Pérez (Myš Pérez), kterou koncem 19. vytvořil Luis Coloma Roldán a kterou využila i firma Colgate pro propagaci svých zubních past ve Venezuele a ve Španělsku. V Itálii zoubkovou vílu (Fatina) také často nahrazuje malá myška (topino), s kterou nábožensky souvisí s Apolena z Alexandrie. Ve Francii a ve francouzsky mluvících částech Belgie se tato postava nazývá la petite souris ("malá myška"). Ze skotských nížin pochází tradice podobná myší víle: bílá krysí víla, která za mince kupuje zoubky.
Několik tradic se týká házení vypadlých zubů. V Turecku, Kypru, Mexiku a Řecku děti tradičně hází své vypadlé „mléčné zuby“ na střechu svého domu a přitom si přejí přání.[zdroj?] Podobně je tomu i v některých asijských zemích, jako jsou například Indie, Korea, Nepál, Filipíny a Vietnam.[zdroj?] Když tam dítěti vypadne zub, je obvyklým zvykem hodit ho na střechu, pokud vypadl z dolní čelisti, nebo pod podlahu, pokud vypadl z horní čelisti. Přitom dítě volá přání, aby mu vypadlý zub nahradil myší zoubek. Tato tradice je založena na tom, že myším zuby dorůstají po celý jejich život, což je jedna z charakteristik všech hlodavců.
V Japonsku má být podle jiné varianty tradice vypadlý horní zub hozen přímo dolů na zem a dolní zub vyhozen přímo nahoru do vzduchu, aby nový zub narostl rovně. V některých částech Číny dodržují podobnou tradici, kdy házejí zuby z dolní čelisti na střechu a zuby z horní čelisti zahrabávají pod zem, což symbolizuje žádost, aby stálé zuby vyrostly rychleji a správným směrem. Na Srí Lance je zvykem házet mléčný zub na střechu nebo na strom, když je poblíž veverka (Funambulus palmarum). Dítě pak říká veverce, aby si vzala starý zub a za to mu přinesla nový. V Pákistánu děti zahrabávají své zuby na střeše nebo na zahradě a doufají, že jim to přinese nového sourozence. V některých částech Indie malé děti nabízí své vypadlé mléčné zuby slunci a někdy je přitom balí do malých bavlněných kousků látky.
Tradice házení mléčných zubů do nebe slunci nebo Alláhovi a prosba, aby je nahradil lepší zub, je běžná v zemích Středního východu (včetně Iráku, Jordánska, Egypta a Súdánu). Tato tradice může vycházet z předislámských obětí a je nepochybně datována minimálně od 13. století, kdy se o ní zmiňuje Izz bin Hibat Allah Al Hadid. Zubní kaz byl spojován s existencí zubního červa.
V předmoderní Británii se vypadlé zuby obvykle ničily spálením. Důvodem byly částečně náboženské obavy spojené s posledním soudem a částečně strach z toho, co by se mohlo stát, kdyby zub našlo nějaké zvíře. Někdy se také jako modlitba říkal verš:
Starý zub, nový zub,

Prosím Bože, dej mi nový zub.